# Move (Adam Port, Stryv e Malachiii)
Move è un singolo del DJ tedesco Adam Port, del produttore statunitense Stryv e del cantante statunitense Malachiii, pubblicato il 7 giugno 2024.
È finito in lizza per il Billboard Music Award alla miglior canzone afrobeats.

## Tracce
Testi di Malachi Cohen, musiche di Adam Polaszek e Hamid Bashir.
Download digitale, streaming – 1ª versione
1. Move – 2:57

Download digitale, streaming – 2ª versione
1. Move (con Camila Cabello) – 3:00

## Formazione
- Adam Port – produzione
- Stryv – produzione
- Malachiii – voce

## Classifiche

### Classifiche settimanali
| Classifica (2024) | Posizione massima |
| ----------------- | ----------------- |
| Austria           | 5                 |
| Belgio (Fiandre)  | 1                 |
| Belgio (Vallonia) | 4                 |
| Bielorussia       | 50                |
| Canada            | 55                |
| Estonia           | 23                |
| Francia           | 19                |
| Germania          | 3                 |
| Grecia            | 1                 |
| Irlanda           | 15                |
| Israele           | 14                |
| Italia            | 18                |
| Lettonia          | 14                |
| Libano            | 4                 |
| Lituania          | 9                 |
| Lussemburgo       | 1                 |
| Moldavia          | 1                 |
| Norvegia          | 21                |
| Paesi Bassi       | 2                 |
| Polonia           | 80                |
| Portogallo        | 1                 |
| Regno Unito       | 10                |
| Repubblica Ceca   | 62                |
| Russia            | 63                |
| Slovacchia        | 20                |
| Spagna            | 65                |
| Svezia            | 36                |
| Svizzera          | 1                 |
| Ucraina           | 95                |
| Ungheria          | 29                |

### Classifiche di fine anno
| Classifica (2024) | Posizione |
| ----------------- | --------- |
| Austria           | 39        |
| Estonia           | 148       |
| Francia           | 101       |
| Germania          | 38        |
| Israele           | 39        |
| Italia            | 83        |
| Paesi Bassi       | 19        |
| Regno Unito       | 82        |
| Svizzera          | 14        |

## Date di pubblicazione
| Paese  | Data            | Formato                      | Versione    | Etichetta  | Nota   |
| ------ | --------------- | ---------------------------- | ----------- | ---------- | ------ |
| Mondo  | 7 giugno 2024   | Download digitale, streaming | Originale   | Keinemusik | [ 35 ] |
| Mondo  | 11 ottobre 2024 | Download digitale, streaming | 2ª versione | Keinemusik | [ 36 ] |
| Italia | 11 ottobre 2024 | Contemporary hit radio       | 2ª versione | EMI        | [ 37 ] |